# Do not go gentle into that good night
Do not go gentle into that good night ist ein Gedicht in Form einer Villanelle des walisischen Lyrikers und Schriftstellers Dylan Thomas, das erstmals 1951 in der literarischen Zeitschrift Botteghe Oscure veröffentlicht wurde. Anschließend erschien es in mehreren seiner Gedichtbände, wie etwa in In Country Sleep. Entstanden ist das Gedicht 1947, als Thomas mit seiner Familie Florenz besuchte. Es zählt zu den bekanntesten Gedichten von Thomas, das in nahezu allen Anthologien der modernen englischen Lyrik vertreten ist.
In dem Gedicht ruft ein Sohn seinen sterbenden Vater dazu auf, um sein Leben zu kämpfen und auch seine letzten Tage auszukosten. Mit der Zeit avancierte es zu einem der berühmtesten, wenn nicht gar dem meistgedruckten Werk Thomas’. Es hat keinen Titel, sondern die erste Verszeile wird als Titel verwendet. Die beiden letzten Verszeilen des Gedichtes „Do not go gentle into that good night / Rage, rage against the dying of the light“ zählen im englischsprachigen Raum zum Allgemeinwissen.
Eine Übertragung ins Deutsche besorgte Curt Meyer-Clason unter dem Titel Geh nicht gelassen in die gute Nacht. Diese Übersetzung behielt Reimschema und Form bei. Unter gleichem Titel erschienen auch weitere Übertragungen ins Deutsche etwa von Johanna Schall. Ruth Klüger legte eine Übersetzung vor, die sich stärker am Inhalt orientiert und einleitet mit den Worten „Geh nicht in Frieden in die gute Nacht“. Bertram Reinecke verfasste vier unterschiedliche Nachdichtungen des Textes.

## Inhaltliche Zusammenfassung
In der ersten Strophe von Do not go gentle into that good night fordert der Sprecher seinen Vater auf, „nicht gelassen in die gute (oder ewige) Nacht zu gehen“, sondern wütend gegen das Sterbelicht zu rasen. Dann fährt er in den folgenden Strophen fort, verschiedene Gruppen von Männern anzusprechen und ihren unterschiedlichen Umgang mit der eigenen Sterblichkeit darzulegen. Dabei verwendet er Begriffe wie „weise“ („wise“), „gut“ („good“), „wild“ („wild“) und „ernst“ („grave“) als Charakterisierungen, die jeweils die Refrains der weiteren Strophen des Gedichts bilden.
Ebenso wie der eigene Vater des Sprechers nicht friedlich und ruhig dem Tod nachgeben soll, sollten die Menschen allgemein nicht einfach akzeptieren, dass der Tod unweigerlich kommt, und bereitwillig darauf eingehen. Gute Menschen etwa widerstehen bis zum letzten Moment, weil sie wissen, dass sie noch mehr tun können, um die Welt zu verbessern. Das Gleiche gilt für mutige und tatkräftige Menschen, die wissen, wie aufregend und schön das Leben sein kann.
In der letzten Strophe wendet sich der Sprecher wiederum an die Person in seinem Leben, seinen Vater. Dieser liegt im Sterben, und der Sprecher möchte, dass er wie alle anderen gegen die Dunkelheit „wütet“.
In dieser letzten Strophe fleht der Sprecher nochmals seinen Vater an, den er auf dem Todeslager („sad height“) beobachtet, und bittet ihn: „Fluche und segne mich mit deinen grimmigen Tränen“ („Curse, bless, me now with your fierce tears, I pray“). Im Anschluss wiederholt der Sprecher die vorangegangenen Refrains.

## Interpretationsansatz
In „Do not go gentle into that good night“ erkennt der Sprecher zwar an, dass der Tod unvermeidlich ist – jeder stirbt früher oder später. Dies bedeutet aber keinesfalls, dass die Menschen einfach aufgeben und dem Tod nachgeben sollten. Stattdessen argumentiert das lyrische Ich, dass sich die Menschen mutig mit aller Kraft gegen den Tod stellen sollten. Dabei hilft die Auseinandersetzung mit dem Tod, etwas ins Bewusstsein zu holen, das die Menschen allzu oft vergessen – dass das Leben kostbar ist und es sich lohnt, dafür zu kämpfen.
„Geh nicht sanft in diese gute Nacht“ versucht den Lesern zu vermitteln, wie dem Tod begegnet werden kann. Das Gedicht beginnt mit einer grundlegenden Einsicht: Der Tod ist unvermeidlich. Wie der Sprecher in Zeile 4 sagt, wissen weise Männer an ihrem Ende, dass „die Dunkelheit rechtens dauert“. Mit anderen Worten, sie erkennen, dass sie dem Tod nicht entkommen können. Das heißt jedoch nicht, dass diese „Weisen“ den Tod einfach hinnehmen. Stattdessen weist der Sprecher darauf hin, dass sie „nicht sanft in diese gute Nacht gehen“. Sie widersetzen sich dem Tod und versuchen, mehr Lebenszeit und Lebenskraft zu gewinnen. Der Sprecher sieht dies als eine modellhafte Vorstellung, der andere Menschen nacheifern können. Das lyrische Ich möchte, dass die Menschen inständig gegen den Tod „wüten“ oder „rasen“: Sie sollten „brennen und wüten“ – erbittert und tapfer kämpfen – wenn sich ihr Leben dem Ende nähert.
Man könnte sich jedoch fragen, warum der Sprecher möchte, dass Menschen gegen den Tod kämpfen, wenn er letztendlich unvermeidbar ist. Der Sprecher beantwortet diese Frage, indem er das Verhalten verschiedener Menschen beschreibt, das von „weise(n) Männer“, „gute(n) Männer“, „wilde(n) Männer“ und „ernsthafte(n) Männer“, die gegen den Tod kämpfen. Wenn diese Menschen mit dem Tod konfrontiert werden, erkennen sie, dass sie am Ende ihres Lebensweges nicht alles erreicht haben, was sie erreichen wollten – und sie kämpfen um mehr Zeit. Zum Beispiel erkennen die „Weisen“ in den Zeilen 4–6, dass „ihre Worte“ keinen „Blitz entfesselt“ haben. Mit anderen Worten, wie weise sie auch immer gewesen sein mögen, sie haben die Welt letztlich nicht hinreichend verändert oder genügend neues Wissen geschaffen. Sie kämpfen gegen den Tod, damit ihnen mehr Zeit verbleibt und sie in dieser Zeit noch größeren Einfluss auf die Welt nehmen können.
In ähnlicher Weise haben die „wilden Männer“, die der Sprecher in den Zeilen 10–12 beschreibt, ihr Leben auf fröhliche und sogar rücksichtslose Weise verbracht: Sie „fingen und besangen die Sonne im Flug“. Aber wenn sie dem Tod gegenüberstehen, erkennen sie, dass sie die Sonne „auf ihrem Weg betrübt“ haben. Mit anderen Worten, sie müssen erkennen, dass die leichtfertige Art und Weise, wie sie ihre Zeit auf der Erde verbracht haben, zu bereuen ist. So kämpfen sie nun um mehr Zeit, damit sie noch etwas Sinnvolleres tun können.
In beiden Fällen hilft der Tod also diesen sehr unterschiedlichen Menschen zu erkennen, dass ihr Leben kostbar ist – und dass sie ihre restliche Zeit auf der Erde so gut wie möglich nutzen müssen. Die Nähe zum Tod bietet eine Art Korrektiv und hilft ihnen, indem sie sich einen Aufschub erkämpfen, um sich wieder mit dem zu verbinden, was im Leben wirklich wichtig ist. Auch wenn der Tod unvermeidlich ist, lohnt es sich, tapfer dagegen anzukämpfen, denn dies hilft einzusehen, was im Leben tatsächlich zählt.
In der letzten Strophe von „Do Not Go Gentle into That Good Night“ ändert sich diese Situation. Obwohl der Sprecher ab der zweiten Strophe größtenteils allgemein den Umgang mit dem Tod und der Vergänglichkeit thematisiert, indem er etwa über „weise Männer“ und „gute Männer“ redet, spricht er nun jemanden ganz Bestimmten unmittelbar an: seinen eigenen „Vater“. Dies verändert die Art und Weise, wie die Aussage des Gedichts verstanden werden kann: Es fühlt sich nunmehr zutiefst persönlich an. Das Gedicht bietet universelle Ratschläge, wie man dem Tod mit Würde begegnen kann, aber es kann zugleich auch als eine innige und herzliche Botschaft eines Sohnes an den eigenen sterbenden Vater gelesen werden.
Zumeist ist es in dem Gedicht nicht eindeutig, wen der Sprecher in den einzelnen Strophen jeweils anspricht. Das lyrische Ich spricht eher allgemein über den Tod und erörtert, wie verschiedene Gruppen von Menschen, „weise Männer“, „gute Männer“, „wilde Männer“ usw., erkennen, dass das Leben kostbar ist und dass sie kämpfen sollten, um ihre so gewonnene Zeit auf der Erde so gut wie möglich zu nutzen. Dadurch erhält das Gedicht einen universellen Geltungsanspruch: Die zum Ausdruck kommenden Ratschläge, wie man dem Tod mit Würde begegnen kann, gelten nicht allein für die exemplarisch dargestellten verschiedenen Gruppen von Männern, sondern für alle Menschen.
In der letzten Strophe des Gedichts zeigt der Sprecher jedoch, dass er oder sie ausdrücklich den eigenen „Vater“ anspricht. An dieser Stelle hat es den Anschein, als würde nicht nur der Sprecher, sondern Dylan Thomas als der Verfasser des Gedichtes persönlich mit seinem Vater sprechen und versuchen, ihm Mut im Angesicht des Todes zu machen. Anstatt nur poetisch den Umgang mit dem Tod im Allgemeinen zu thematisieren, ist „Do not go gentle into that good night“ in dieser Lesart zugleich ein Gedicht über Familie, Trauer und das Alter.
Die Herausforderung für den Leser besteht darin, die beiden Seiten des Gedichts miteinander in Einklang zu bringen. Der Leser mag sich fragen, ob es wirklich ein universell zu verstehendes Gedicht ist oder aber in seiner Aussage eher spezifischer und persönlicher zu begreifen ist. Das lyrische Ich verzögert die schlussendliche Enthüllung, dass das Gedicht seinem „Vater“ gewidmet ist, aus einem bestimmten Grund bis zur letzten Strophe: Es möchte den Lesern oder Rezipienten Raum geben, sich mit den Aussagen des Gedichtes zu identifizieren und darüber nachzudenken, was auf ihr Leben zutrifft, bevor die Gedichtaussage schließlich in den spezifischen, persönlichen Kontext des eigenen Lebens des lyrischen Sprechers eingeordnet wird. Mit anderen Worten, das Gedicht entfaltet gleichzeitig eine spezifische wie auch universelle Wirksamkeit und Aussagekraft.

## Struktur und Gestaltung

### Form
„Do not go gentle into that good night“  ist wahrscheinlich das berühmteste englische Beispiel einer Villanelle, die als Gedichtform im Frankreich des 16. Jahrhunderts entstand.
In der modernen Lyrik stellt sie eine eher ungewöhnliche poetische Form dar, die jedoch immer noch ihre Wirkung entfalten kann, wenn sie kunstfertig verwendet wird. Die Villanelle hat eine starre Form: Es ist ein Gedicht, das in sechs Strophen verfasst wird, wobei die ersten fünf Terzette und die letzte ein Vierzeiler sind. Darüber hinaus ist die Villanelle durch das Auftreten von zwei sich wiederholenden Refrains gekennzeichnet.
Der erste Refrain ist immer die erste Zeile des ersten Verses und wird am Ende des zweiten und vierten Verses wiederholt; der zweite Refrain ist die letzte Zeile des ersten Verses und wird am Ende des dritten und fünften Verses wiederholt. Der erste Refrain ist zugleich die dritte Zeile des fünften Verses.
Die Refrains müssen sich aufeinander reimen; außerdem müssen sich die zweiten Zeilen jedes Verses aufeinander reimen und die ersten Zeilen müssen sich auf die Refrains reimen. Daher ist das Reimschema der Villanelle, das Thomas in seinem Gedicht einhält, folglich ABA ABA ABA ABA ABA ABAA.
Aufgrund der damit verbundenen Regeln und Anforderungen ist die Villanelle eine besonders rigide und zugleich komplexe Form der Poesie. Typischerweise nutzt ein Gedicht in dieser Form die strengen Wiederholung aus und wird oftmals verwendet, um eine Art von obsessivem Denkprozess zum Ausdruck zu bringen. Thomas’ Gedicht kann aus einem spezifischen Blickwinkel durchaus als überzeugendes Beispiel für Letzteres gesehen werden.

### Symbolik und Metaphorik
Thomas greift in seinem Gedicht auf eine Fülle von Symbolen und Metaphern sowohl mit positiven wie auch negativen Konnotationen zurück.
Das Licht ist das dominierende, durchgängig auftauchende Symbol in diesem Gedicht. Es verweist auf den Willen zu leben und den Wunsch, die Welt zum Besseren zu verändern. Wenn Zuhörer oder Leser gegen den Tod kämpfen, gehen sie auf das Licht zu und weg von der Dunkelheit, dem Symbol des Todes und Verlustes. Licht symbolisiert die besten Seiten des Lebens und alles, wofür es sich zu kämpfen lohnt.
In Zeile 3 weist der Sprecher den Leser (und seinen oder ihren Vater) an, „zu wüten, zu wüten gegen das Sterben des Lichts“. Mit anderen Worten, der Sprecher möchte, dass die Rezipienten des Gedichtes mit aller Entschlossenheit gegen den Tod kämpfen und versuchen, das Leben zu bewahren. Im Gegensatz zum Leben stellt sich der Sprecher den Tod als eine Art Dunkelheit oder „Nacht“ vor. Obwohl diese Nacht „gut“ erscheinen mag, als eine Einladung zu Ruhe und Frieden, fordert der Sprecher den Leser auf, ins Licht zu schauen.
In den Zeilen dreizehn bis vierzehn beschreibt der Dichter „Grave men, near death“ und dass blinde Augen „wie Meteore lodern und fröhlich sein könnten“. Selbst am Ende ihres Lebens können Menschen immer noch Freude wie einen hellen Blitz am Himmel erleben. Der Meteor symbolisiert die Hoffnung und das Potenzial für eine dauerhaften Einfluss zur Verbesserung der Welt.
Der Blitz symbolisiert dabei vor allem Inspiration und ist in den Zeilen vier bis fünf zu finden, als die weisen Männer erkennen müssen, dass ihre „Worte keinen Blitz entfacht hatten“. Sie erkennen, dass sie nichts hätten tun können, um das Leben ihrer Mitmenschen noch weiter zu verbessern. Die Männer kämpfen hier um ihr Leben in der Hoffnung, dass sie diesen Blitz erleben und dadurch besser werden. Der Blitz symbolisiert damit auch Macht. Diese liegt jenseits der Berührung mit dem Todes, genau wie diese Männer immer noch gerne über diese Kraft verfügen würden, wenn sie es denn könnten. Mit anderen Worten, die „Weisen“ hatten keinen großen Moment der Inspiration, etwas, das ihnen letztlich erlaubt hätte, ihre Weisheit einzusetzen, um sich selbst oder anderen zu helfen. Sie kämpfen um ihr Leben in der Hoffnung, dass sie einen solchen Moment erleben, bevor sie sterben.
In diesem Gedicht symbolisiert der Blitz also die Inspiration, einen Geistesblitz, der die Welt verändern könnte, zumindest das eigene Leben. In den Zeilen 4–5 bemerkt der Sprecher, dass „Weisen“ erkennen, dass ihre „Worte kein Licht entfacht hatten“ – und daher kämpfen sie gegen den Tod.
Als Lichtblitz gegen die Dunkelheit des Himmels symbolisiert der Blitz einen entscheidenden Grund, auch angesichts des Todes weiter zu leben. Darüber hinaus symbolisiert er ein Gefühl von Gewalt, das mit Blitzen gemeinhin verbunden ist. Das wiederum erinnert an den Drang des Sprechers zum „Brennen und Toben“ („Rage, rage“) gegen den Tod. Mit anderen Worten, das Symbol des Blitzes macht sich die kraftvolle Vitalität zunutze, zu deren Annahme der Sprecher den Rezipienten drängt.
Das Licht dient im Weiteren als Symbol für die guten, vitalen Teile des Lebens: Freude, Inspiration und Glück. Der Sprecher erweitert diese Lichtsymbolik um die lichterfüllten Bilder des Blitzes, des hellen Wassers und des Meteors, um zu veranschaulichen, dass das Licht einen Grund zum Leben darstellt.
Die „grüne Bucht“, eine grün erscheinende Wasserbucht an der Küste, symbolisiert dabei Erfüllung und Ruhe. Die Zeilen 7–8 evozieren die Vorstellung von älteren Männer, die an einem Strand oder auf einem Boot stehen und beobachten, wie die Wellen ans Ufer rollen. Symbolisch kann man sich das Wasser dieser Bucht als das Leben selbst vorstellen, dessen leuchtend grüne Farbe das Licht einfängt, das den Willen zum Leben im gesamten Gedicht metaphorisch verkörpert.
Somit stellt die „letzte Welle“, die die „guten Männer“ passiert, ihre letzte Chance dar, ein erfülltes Leben zu führen. Doch alles, was diese Männer im Leben haben, sind ihre „schwächlichen Taten“ oder unwirksamen Handlungen. Dennoch bilden sie sich ein, dass sie immer noch eine Chance haben, diesen Handlungen ein wenig an Bedeutung zu verleihen, da ihre Taten symbolisch im Wasser „getanzt“ haben wie reflektiertes Licht oder gebrochene Wellen.
Die „grüne Bucht“ ist ein ruhiger Ort, ein Ort ohne Angst und Verzweiflung für die, die etwas erreicht haben. Die „guten Männer“ wünschten sich, dass sie in ihrem Leben eine solche Erfüllung und Ruhe hätten genießen können, aber dies ist ihnen nicht gelungen. Sie waren gut, aber sie haben nichts wirklich Großartiges vollbracht.
Zudem symbolisieren Meteore in dem Gedicht Inspiration und eine Gefühlsintensität wie Freude. In den Zeilen 13–14 beschreibt der Sprecher, wie „Grave men, near death“ plötzlich erkennen, dass „blinde Augen wie Meteore lodern“, sie also sich freuen können. Meteore, die durch die Erdatmosphäre fallende Weltraumgesteinsbrocken, sind hell; sie blitzen über den Himmel, während sie verglühen. In ihrer Helligkeit und Geschwindigkeit repräsentieren sie hier das Denken und Fühlen in dem Sinne, wie Gedanken und Emotionen plötzlich hervorbrechen.
Außerdem spielt die Bezeichnung „Grave Men“ mit dem Wort „grave“, was auch ein Grab oder eine Begräbnisstätte bedeuten kann und neben „würdig“ die Konnotation von „düster“ hat. Damit klingt an, dass „Grave Men“ Menschen sind, die Ernsthaftigkeit und Würde, aber auch Schwermut als einzigen Weg gewählt haben damit umzugehen, dass sie einst sterben werden. Sie haben die Möglichkeit des Glücks aufgegeben.
Doch selbst diejenigen, die Licht, welches das Leben symbolisiert, nicht zu sehen vermögen, können immer noch damit erfüllt werden. Das heißt, die Augen „blinder“ Menschen können vor Lebensfreude strahlen. Die Möglichkeit des Glücks steht – entgegen den Erwartungen der „Grave Men“ – jedem zur Verfügung, der bereit ist, sich darauf einzulassen. Während ernsthafte Menschen die Todesgewissheit in den Mittelpunkt ihres Lebens stellen, werden diejenigen, die sich bewusst für das Leben entscheiden, mit Meteoren verglichen, also mit Gesteinen, die voller Glanz am Himmel fliegen. Wenn ernsthafte Männer dies erkennen, bereuen sie ihre Entscheidungen und stellen sich gegen den Tod, in der Hoffnung, nun noch ihr Glück zu finden.

### Spezifische Stilmittel
Die beiden sich wiederholenden Refrains in diesem Gedicht bilden natürlich die Hauptaussage, die den Sinn des Werkes bestimmt. Wenn Dylan Thomas auf „diese gute Nacht“ verweist, verwendet er es als Metapher für das Ende des Lebens und als Parallele zu „dem Sterben des Lichts“, das ein Symbol für dieselbe Idee ist.
Etwa in Zeile zwei der vierten Strophe („learn“ und „late“) oder in Zeile zwei der fünften Strophe („Blind“ und „blaze“) nutzt Thomas Alliterationen, nicht nur, um durch die jeweilige Verwendung desselben Anfangskonsonanten eine besondere Verknüpfung zu erzielen, sondern auch um diese zentralen Begriffe hervorzuheben und für die Zuhörer oder Leser einprägsam zu machen.
Daneben nutzt Thomas das Stilmittel des Enjambements durch das Abschneiden einer Zeile vor ihrem natürlichen bzw. syntaktischen Endpunkt. Ein hervorstechendes Beispiel findet sich in seinem Gedicht in dem Übergang zwischen den Zeilen zwei und drei der zweiten Strophe. Das von Thomas in seinem Gedicht genutzte Stilmittel des Enjambements dient durch die so bewirkte Zäsur gleichermaßen der emphatischen Hervorhebung und Steigerung der Einprägsamkeit.
Zudem verwendet Thomas in „Do not go gentle into that good night“, wie oben dargelegt, eine reichhaltige Bildsprache, die immer dann zum Einsatz kommt, wenn der Dichter besonders eindringlich die Vorstellungskraft der Rezipienten ansprechen möchte. Ein exemplarisches Beispiel findet sich in erwähnten Zeilen aus der dritten Strophe: „Gute Männer, die letzte Welle vorbei, weinend, wie hell / Ihre schwachen Taten hätten in einer grünen Bucht getanzt“.
Häufige Assonanzen, so etwa in Zeilen 2, 3 und 13 („age ... rave“ ... „grave“, „dying ... light)“, Zeile 4 („wise ... right“) bzw. Zeile 17 („fierce tears“), und zahlreiche Konsonanzen, beispielsweise in der Titelzeile („go gentle ... good“) oder in den Zeilen 8 („deeds ... danced“), 10 („sang ... sun“), 11 („learn ... late“) oder 13 („see ... sight“) schaffen nicht nur ein Netzwerk dichter assoziativer Verknüpfungen, sondern unterstreichen durch ihre Lautmalerei zugleich die zentralen Aussagen des Gedichtes. Zudem verstärken die Adjektive „good“, im Refrain mit der Konnotation von „ewig, für immer“ und „grave“ (Z.13) mit der homonymen Bedeutung von „Grab“ bei substantivischer Verwendung die Wirkung des Gedichtes auf den Rezipienten.
Ebenso nutzt Thomas in seinem Gedicht rhetorische Mittel wie den Vergleich (etwa in Zeile 15: „'like' meteors“), den Kontrast oder die Gegenüberstellung von Gegensätzen („night/dark“ und „light/bright“, Zeile 3–7) sowie das Paradoxon bzw. Oxymoron (etwa in Zeile 17: „curse, bless ... pray“), um die Intensität, mit der der Sprecher hofft, sich gegen den Tod stellen zu können, zu steigern und zugleich die Ambivalenz und Mehrdeutigkeit von Sich-Aufbäumen gegen den Tod einerseits und unumgänglicher Akzeptanz der Sterblichkeit andererseits emphatisch zu gestalten.

## Rezeption und Kritik
Das Gedicht hat in jüngerer Zeit zu einem beachtenswerten Diskurs unter renommierten Kritikern und Interpreten wie Seamus Heaney, Jonathan Westphal oder Walford Davies geführt, wobei in den einzelnen Analysen und Interpretationen weitgehend Konsens besteht über die grundsätzliche Bedeutung des Gedichtes. Laut Heaney ist Do not go gentle into that good night „offensichtlich ein Schwellengedicht über den Tod“  („obviously a threshold poem about death“); Westphal stimmt dem zu und merkt an, der Dichter plädiere für einen aktiven Widerstand gegen den Tod („[Thomas] is advocating active resistance to death“).
Heaney weist in seiner Deutung des Gedichts darauf hin, dass dessen strukturelle Form als eine Villanelle sich um sich selbst drehe, wobei sie sich auf eine Auflösung hin bewege und dann wieder zurückziehe („[turns] upon itself, advancing and retiring to and from a resolution“), um „eine lebendige Figur der Vereinigung von Gegensätzen“ zu vermitteln („a vivid figure of the union of opposites“). Dadurch werde „das Gleichgewicht zwischen natürlichem Kummer und der Anerkennung der Notwendigkeit“ betont, die das Gedicht als Ganzes durchdringe („the balance between natural grief and the recognition of necessity which pervades the poem as a whole“). Das kunstvolle Wortspiel von „good night“, das im Englischen eine assoziative Verknüpfung von „gut“ und „ewig“ („for good“) beinhaltet, veranschaulicht für Heaney exemplarisch die Komplexität und Wirkungskraft des Gedichtes: Hier tröste ein Sohn seinen Vater; zugleich tröste jedoch das kindliche dichterische Ich gleichzeitig sein eigenes Erwachsenen-Ich im Alter. Die Reflexivität der Form stellt für Heaney damit das angemessene Korrelativ für die Reflexivität des ausgedrückten Gefühls dar („The reflexiveness of the form is the right correlative for the reflexiveness of the feeling“).
Westphal hebt dagegen die besondere Bedeutung von „sad height“ („traurige Höhe“) hervor, auf die Thomas sich in Zeile 16 seines Gedichtes bezieht. Ihm zufolge liegt dem Gedicht keine wörtliche Bedeutung im Sinne eines Totenlagers oder einer Totenbahre („bier“) zugrunde, nicht nur wegen des textexternen faktischen Indizes, dass Thomas’ Vater erst über ein Jahr nach der Veröffentlichung des Gedichts verstorben sei, sondern auch, weil es für Thomas sinnlos gewesen wäre, seinem Vater zu raten, nicht ‘gelassen zu werden’, wenn er schon zuvor verstorben sei („it would be pointless for Thomas to advise his father not to 'go gentle' if he were already dead“).
Stattdessen nimmt Westphal an, dass Thomas’ Gedichtzeile auf „ein metaphorisches Plateau von Einsamkeit und Einsamkeit vor dem Tod“ verweise („a metaphorical plateau of aloneness and loneliness before death“).
Demgegenüber vertritt Davies in seiner Thomas-Biografie Writers of Wales aus dem Jahr 2014 die Auffassung, dass die poetischen Bilder eher in der Natur eingebettet seien und dass diese Anklänge an die Natur eindeutig zwei Vorstellungen evozieren würden: sowohl die von König Lear in den Heideszenen (Akt III, Szenen 1–2, 4,6) als auch die von Gloucester, der in Akt IV Szene 1 des shakespeareschen Dramas irrtümlich annimmt, er befinde sich am Rande der Dover Cliff („clearly evokes both King Lear on the heath and Gloucester thinking he is at Dover Cliff“).

## Musikalische Adaptionen und Vertonungen
- Igor Stravinsky verwendete den Text von Do not go gentle into that good night als Libretto in seiner Komposition In Memoriam Dylan Thomas für Tenor und Kammerensemble, die kurz nach Thomas’ Tod entstand und im Frühjahr 1954 erstmals aufgeführt wurde.[27]
- Thematisch wird Do not go gentle into that good night 1978 von Elliot Del Borgo in seiner gleichnamigen Tondichtung für Blasorchester wieder aufgenommen.[28]
- Vincent Persichetti verfasste ein Orgelwerk nach dem Gedicht, das von Leonard Raver am 7. Februar 1976 in der Alice Tully Hall in New York uraufgeführt wurde.[29][30]
- Der walisische Musiker John Cale hat das Gedicht auf seinem 1989 erschienenen Album Words for the Dying vertont.[31]
- 1999 vertonte Janet Owen Thomas das Gedicht in der zweiten, endgültigen Fassung ihres Werkes Under the Skin.[32][33]
- Eine weitere Vertonung ist auf dem 1992 veröffentlichten Album Letters To a Dream des australischen Musikers Louis Tillett zu finden.[34][35]
- Im Jahr 2019 vertonte die norwegische Sängerin Kari Bremnes das Gedicht mit norwegischem Text unter dem Titel Gå ikkje rolig.[36][37]
- Ebenfalls im Jahr 2019 erschien das Album Free von Iggy Pop, auf dem er das Gedicht rezitiert.[38]

## Sonstige Verwendungen und Bezüge
- In dem Film Dangerous Minds – Wilde Gedanken wird ein Vergleich von dem Gedicht zu den Songtexten von Bob Dylan dargestellt.
- In dem amerikanisch-britischen Spielfilm Interstellar aus dem Jahr 2014 kommt das Gedicht als wiederholt rezitiertes Leitmotiv vor.[39]
- Das britisch-portugiesische Filmdrama That Good Night hat als Titel diese drei Worte aus dem Gedicht. Im Film selber wird das Gedicht von John Hurt zitiert, der zum Zeitpunkt der Dreharbeiten unheilbar an Krebs erkrankt war und noch vor der Premiere verstarb.
- In der amerikanischen Filmkomödie Mach’s noch mal, Dad rezitiert der Protagonist dieses Gedicht in seiner Literaturprüfung.[40]
- Im Jugendroman Die Auswahl zählt das Gedicht zu den verbotenen Gedichten und wird zwischen den Protagonisten ausgetauscht.[41]
- Der Anfangsvers „Do not go gentle“ wird von der südafrikanischen Autorin Futhi Ntshingila als Titel für ihren zweiten Roman über die unsäglichen Zustände in den ansässigen Townships verwendet.[42]
- Der chinesische Rechtswissenschaftler und Dissident Xu Zhangrun verwendete das Gedicht 2020 in seiner grundlegenden Kritik der Politik der Kommunistischen Partei und Regierung Chinas, die international Beachtung fand und auch ins Englische und Deutsche übersetzt wurde.[43]
- Im Film Book Club sagt die von Candice Bergen gespielte Richterin zu den anderen Mitgliedern ihres Buchklubs metaphorisch, dass sie nicht ruhig in diese Nacht gehen sollten.
- In seinem Song "Even My Dad Does Sometimes" greift Ed Sheeran einen Vers des Gedichts in leicht veränderter Form auf.[44]

## Textausgaben (Auswahl)
- Dylan Thomas: The Collected Poems of Dylan Thomas. New Directions Publishing Corporation, New York 1953, S. 128.
- Daniel Jones (Hrsg.): The Poems of Dylan Thomas. New Directions Publishing Corporation, New York 1971 (Gedicht Nr. 162, S. 207f.).
- Dylan Thomas: The Dylan Thomas Omnibus: Poems, Stories, Broadcasts and ‘Under Milk Wood’. Phoenix Press, London 2000, S. 128f.

## Sekundärliteratur (Auswahl)
- Walford Davies: Dylan Thomas: Writers of Wales. University of Wales Press, Cardiff 2014, ISBN 978-1-78316-058-7, S. 214ff.
- Walford Davies: Dylan Thomas. University of Wales and the Welsh Arts Council 1990, St. Martin’ Press New York 1990, ISBN 0-312-04898-X, S. 49ff.
- Paul Ferris: Dylan Thomas – A Biography. Paragon House, New York 1989 (Erstveröffentlichung 1977), ISBN 1-55778-215-6, S. 282f.
- Seamus Heaney: Dylan the Durable? On Dylan Thomas. In: Seamus Heaney: Ordering Mirror: Readers and Contexts. The Ben Belitt Lectures at Bennington College. Fordham University Press, New York 1993, hier S. 269ff. Auch abgedruckt in Salmagundi, No. 100, Herbst 1993, Skidmore College, Saratoga Springs, New York, hier S. 78ff.
- Philip K. Jason: Modern Versions of the Villanelle. In: College Literature, Spring 1980, Vol. 7, No. 2, Johns Hopkins University Press, S. 136–145, bes. S. 137–139.
- Jonathan Westphal: Thomas’s Do Not Go Gentle into That Good Night. In: The Explicator, Band 52, 1994, Ausgabe 2, S. 113–115.